# Dion-Valmont
Pour les articles homonymes, voir Dion.
Dion-Valmont ou Dion (en wallon Dion-Våmont) est une section de la commune belge de Chaumont-Gistoux située en Région wallonne dans la province du Brabant wallon.
C'était une commune à part entière avant la fusion des communes de 1977, elle-même née le 17 juillet 1970 de la fusion de Dion-le-Mont (en wallon Dion-l' Mont) et Dion-le-Val (en wallon Dion-l' Vå). Elle est arrosée par un cours d'eau appelé le « Pisselet ».